# HR 8799 d
HR 8799 d — екзопланета, яка обертається навколо білого карлика головної послідовності спектрального класу А HR 8799 у сузір'ї Пегаса за 129 світлових років від Сонячної системи.

## Особливості
Планета відноситься до класу газових гігантів, її маса становить приблизно 10 мас Юпітера, а радіус на 20 % більший від Юпітера. Планета обертається на середній відстані близько 24 а.о. від материнської зорі, з ексцентриситетом орбіти більше 0,04 та орбітальним періодом близько 101.4 років.
HR 8799 d відкрита 13 листопада 2008 року прямим спостереженням телескопами обсерваторій Кека і Джеміні на Гаваях разом з двома іншими планетами b і c у системі HR 8799.